# Leichtathletik-Europameisterschaften 1994/4 × 400 m der Frauen

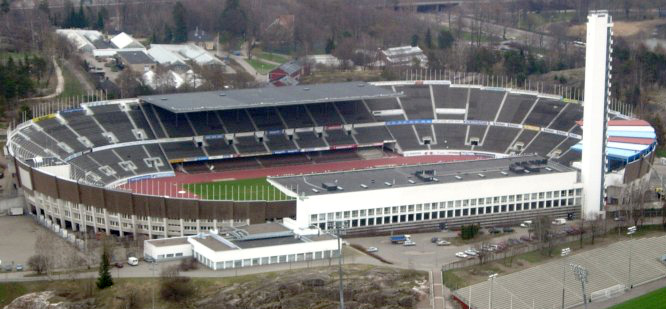
Das Olympiastadion von Helsinki im Jahr 2005

Die 4-mal-400-Meter-Staffel der Frauen bei den Leichtathletik-Europameisterschaften 1994 wurde am 13. August 1994 im Olympiastadion der finnischen Hauptstadt Helsinki ausgetragen.
Europameister wurde Frankreich in der Besetzung Francine Landre, Évelyne Élien, Viviane Dorsile und Marie-José Perec (Finale) sowie der im Vorlauf außerdem eingesetzten Marie-Line Scholent.
Den zweiten Platz belegte Russland mit Natalja Chruschtscheljowa, Jelena Andrejewa, Tatjana Sacharowa und Swetlana Gontscharenko (Finale) sowie der im Vorlauf außerdem eingesetzten Jelena Goleschewa.
Bronze ging an Deutschland in der Besetzung Karin Janke, Heike Meißner (Finale), Uta Rohländer und Anja Rücker sowie der im Vorlauf außerdem eingesetzten Linda Kisabaka.
Auch die nur im Vorlauf eingesetzten Läuferinnen erhielten entsprechendes Edelmetall.

## Bestehende Rekorde
| Weltrekord           | 3:15,17 min | Sowjetunion (Tatjana Ledowskaja, Olga Nasarowa, Marija Pinigina, Olha Bryshina) | OS Seoul Südkorea           | 1. Oktober 1988 |
| Europarekord         | 3:15,17 min | Sowjetunion (Tatjana Ledowskaja, Olga Nasarowa, Marija Pinigina, Olha Bryshina) | OS Seoul Südkorea           | 1. Oktober 1988 |
| Meisterschaftsrekord | 3:16,87 min | DDR (Kirsten Emmelmann, Sabine Busch, Petra Müller, Marita Koch)                | EM Stuttgart BR Deutschland | 31. August 1986 |

Der bestehende EM-Rekord wurde bei diesen Europameisterschaften nicht erreicht. Die schnellste Zeit erzielte die Europameisterstaffel aus Frankreich im Finale mit 3:22,34 min, womit das Quartett 5,47 s über dem Rekord blieb. Zum Welt- und Europarekord fehlten 7,17 s.

## Vorrunde
13. August 1994, 17:35 Uhr
Die Vorrunde wurde in zwei Läufen durchgeführt. Die ersten drei Staffeln pro Lauf – hellblau unterlegt – sowie die darüber hinaus zwei zeitschnellsten Teams – hellgrün unterlegt – qualifizierten sich für das Finale.

### Vorlauf 1
| Platz | Staffel        | Besetzung                                                                | Zeit (min) |
| ----- | -------------- | ------------------------------------------------------------------------ | ---------- |
| 1     | Großbritannien | Melanie Neef Linda Keough Phylis Smith Sally Gunnell                     | 3:27,25    |
| 2     | Deutschland    | Karin Janke Uta Rohländer Linda Kisabaka (Vorlauf) Anja Rücker           | 3:27,50    |
| 3     | Schweiz        | Michèle Schenk (Vorlauf) Kathrin Lüthi Martha Grossenbacher Anita Protti | 3:31,15    |
| 4     | Finnland       | Aila Haikkonen Heidi Suomi Satu Jaaskelainen Sonja Finell                | 3:31,78    |
| 5     | Polen          | Barbara Grzywocz Monika Warnicka Sylwia Pachut Elzbieta Kilinska         | 3:32,20    |

### Vorlauf 2
| Platz | Staffel    | Besetzung                                                                                | Zeit (min) |
| ----- | ---------- | ---------------------------------------------------------------------------------------- | ---------- |
| 1     | Frankreich | Marie-Line Scholent (Vorlauf) Viviane Dorsile Évelyne Élien Francine Landre              | 3:29,46    |
| 2     | Russland   | Jelena Goleschewa (Vorlauf) Natalja Chruschtscheljowa Tatjana Sacharowa Jelena Andrejewa | 3:29,51    |
| 3     | Tschechien | Naděžda Koštovalová Helena Dziurová (Vorlauf) Hana Benešová Ludmila Formanová            | 3:30,91    |
| 4     | Schweden   | Monica Westén Emma Holmqvist Maria Staafgård Charlotta Johansson                         | 3:32,36    |
| 5     | Italien    | Francesca Carbone Patrizia Spuri Virna De Angeli Danielle Perpoli                        | 3:33,31    |

## Finale
14. August 1994, 17:35 Uhr
| Platz | Staffel        | Besetzung | Zeit (min) |
| ----- | -------------- | --- | ---------- |
| 1     | Frankreich     | Francine Landre Évelyne Élien Viviane Dorsile Marie-José Pérec (Finale) im Vorlauf außerdem: Marie-Line Scholent                    | 3:22,34    |
| 2     | Russland       | Natalja Chruschtscheljowa Jelena Andrejewa Tatjana Sacharowa Swetlana Gontscharenko (Finale) im Vorlauf außerdem: Jelena Goleschewa | 3:24,06    |
| 3     | Deutschland    | Karin Janke Heike Meißner (Finale) Uta Rohländer Anja Rücker im Vorlauf außerdem: Linda Kisabaka                                    | 3:24,10    |
| 4     | Großbritannien | Melanie Neef Linda Keough Phylis Smith Sally Gunnell                                                                                | 3:24,14    |
| 5     | Tschechien     | Naděžda Koštovalová Hana Benešová Erika Suchovská (Finale) Ludmila Formanová im Vorlauf außerdem: Helena Dziurová                   | 3:27,95    |
| 6     | Schweiz        | Regula Aebi (Finale) Kathrin Lüthi Martha Grossenbacher Anita Protti im Vorlauf außerdem: Michèle Schenk                            | 3:28,78    |
| 7     | Polen          | Barbara Grzywocz Monika Warnicka Sylwia Pachut Elzbieta Kilinska                                                                    | 3:29,75    |
| 8     | Finnland       | Aila Haikkonen Heidi Suomi Satu Jaaskelainen Sonja Finell                                                                           | 3:32,97    |

## Videolinks
- 5051 European Track & Field 4x400m Women, youtube.com, abgerufen am 3. Januar 2023
- 5023 European Track & Field 4x400m Women, youtube.com, abgerufen am 3. Januar 2023